# Milva
Maria Ilva Biolcati, conocida como Milva, (Goro, 17 de julio de 1939-Milán, 23 de abril de 2021) fue una cantante y actriz italiana de popularidad internacional que fue condecorada por los gobiernos de Italia, Francia y Alemania.

## Trayectoria artística
También conocida como 'La Rossa', por el color de su cabello y como La pantera de Goro, fue una de las grandes voces femeninas italianas desde los años 60, junto a Mina, Iva Zanicchi y Ornella Vanoni.
Debutó en 1961 en el Festival de San Remo, donde compitió 15 veces, hasta 2007. En 1965, trabajó con Giorgio Strehler en el Piccolo Teatro di Milano consagrándose con La ópera de tres centavos de Bertolt Brecht y Kurt Weill, considerada una de sus mejores intérpretes. En 1962 fue la primera cantante en cantar el repertorio de Édith Piaf en el Olympia de París, adonde retornó en 1983.

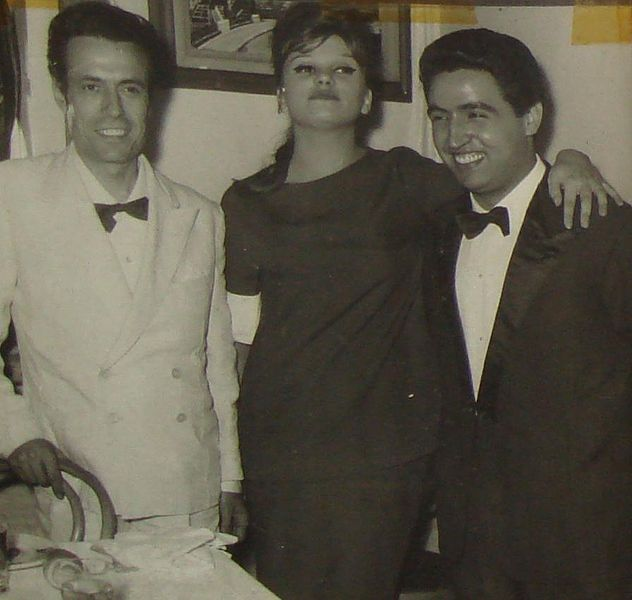
Salvatore Mazzocco - Milva - Mario Trevi (1961)

Trabajó o colaboró con Luciano Berio, Ennio Morricone, Francis Lai, Mikis Theodorakis, Vangelis, Franco Battiato y otros, y cantó en La Scala de Milán, Deutsche Oper Berlin en Berlín, Ópera de París, Royal Albert Hall, entre otros. En 1984, junto a Astor Piazzolla, actuó en el teatro Les Bouffes du Nord de París.
Milva abandonó los escenarios en 2010, tras 52 años de carrera en los que grabó 173 álbumes en 7 idiomas y vendió 80 millones de discos. En 2018, El Festival de San Remo, presentado por el cantante Claudio Baglioni, le otorgó el premio a la carrera. En agradecimiento, Milva dirigió a los jóvenes un mensaje leído por su hija Martina en el escenario del Teatro Ariston de San Remo: «La música barre el polvo de la vida y del alma de los hombres. Pero para que esto suceda es necesario estudiar y aprovecharse del pasado».
Milva tuvo una hija con Maurizio Corgnati nacida en 1960. También fue pareja durante cuatro años del actor italiano Luigi Pistilli hasta el suicidio de este en 1996. La cantante vivió a temporadas en su apartamento de Villa Cademartori en la localidad de Blevio, junto al Lago de Como. Falleció en Milán, donde vivía con su hija y su secretaria, después de una larga enfermedad. Recibió sepultura en el pequeño cementerio de Blevio.

## Discografía

### Álbumes en estudio[15]
- 14 Successi di Milva (1961)
- Milva canta per voi (1962)
- Da Il Cantatutto con Milva e Villa (1963)
- Le Canzoni del Tabarin - Canzoni da Cortile (1963)
- Canti della libertà (1965)
- Milva [publicado para Cetra] (1965)
- Milva [publicado para Ricordi] (1966)
- Tango (1968)
- Un sorriso (1969)
- Tango Inspirationen (1969)
- Ritratto di Milva (1970)
- Milva Canta Brecht (1971)
- Dedicato a Milva da Ennio Morricone (1972)
- Love Feeling in Japan (ミルバ日本の愛を歌う) (Milva, Nippon no ai o utau)(1972)
- Sognavo, amore mio (1973)
- Sono matta da legare (1974)
- Libertà (1975)
- Brecht (1975)
- Auf den Flügeln bunter Träume (1977)
- Milva (1977)
- Von Tag zu Tag (1978, con Mikis Theodorakis)
- La Mia Età (1979, con Mikis Theodorakis)
- Was ich denke (1979)
- Wenn wir uns wiederseh'n (1979)
- Attends, la vie (1980, con Mikis Theodorakis)
- La Rossa (1980, con Enzo Jannacci)
- Milva International (1980)
- Ich hab' keine Angst (1981, con Vangelis)
- Moi, je n'ai pas peur (1981, con Vangelis)
- Immer mehr (1982)
- Milva e dintorni (1982, con Franco Battiato)
- Milva e dintorni (1982, con Franco Battiato, versión francesa)
- Identikit (1983)
- Unverkennbar (1983)
- Corpo a corpo (1985)
- Mut zum Risiko (1985)
- Geheimnisse (1986, con Vangelis)
- Tra due sogni (1986, con Vangelis)
- Milva Canta Della Giapponesi (1987)
- Milva - Vento di Mezzanotte (1988)
- Unterwegs nach Morgen (1988, compuesto por Tony Carey & Peter Maffay)
- Svegliando l'amante che dorme (1989, con Franco Battiato, versión italiana)
- Una storia inventata (1989, con Franco Battiato, versión alemana)
- Una historia inventada (1989, con Franco Battiato, versión española)
- Ein Kommen und Gehen (1990)
- Gefühl & Verstand (1991)
- Uomini addosso (1993)
- Café Chantant (1994)
- Milva & James Last – Dein ist mein ganzes Herz (1994)
- Volpe d'amore (Milva sings Thanos Mikroutsikos) (1994)
- Tausendundeine Nacht (1995)
- Fammi Luce – Milva ha incontrato Shinji (Tanimura) (1996)
- Milva Canta un Nuovo Brecht (1996)
- Mia Bella Napoli (1997)
- Stark sein (1999)
- Artisti (2001)
- La chanson française (2004)
- Milva canta Merini (2004, letra de Alda Merini, música de Giovanni Nuti)
- In territorio nemico (2007, letra y música de Giorgio Faletti)
- Non conosco nessun Patrizio! (2010, música de Franco Battiato)
- La variante di Lüneburg (2011)

### Álbumes recopilatorios
- Milva (1966)
- Milva singt Tangos deutsch und italienisch (1969)
- Milva (1972)
- La filanda e altre storie (1972)
- Milva (1975)
- Portrait (1975)
- Canzoni da cortile / Le canzoni del Tabarin (1976)
- Canzone dall'Italia (1976)
- Canti della libertà (1976)
- Gold (1976)
- Special 3000 (1976)
- Starlight (1976)
- I successi di Milva (1976)
- The Original (1976)
- Ein Portrait (1978)
- Schön war's heute Abend (1979)
- Star Edition (1979)
- Star Gold Super (1980)
- Hit Parade International (1982)
- Milva Vol. 2 (1983)
- Milva Vol. 3 (1983)
- Tango (1983)
- Canzoni di Edith Piaf (1983)
- Gesichter eine Frau (1984)
- Tango - Gefühl und Leidenschaft (1984)
- Grandi Scelte (1987)
- I successi di Milva
- Milva (1990)
- Mon amour... sono canzoni d'amore (1992)
- Milva History 1960–1990 (1992)
- Meisterstücke (1993)
- I successi (1995)
- I successi di Milva (1995)
- Mein Weg mit dir - Goldene Geschenksausgabe (1995)
- Meisterstücke II (1996)
- Balladen (1996)
- Gli anni d'oro (1997)
- I grandi successi (1997)
- Selbstbewusst (1997)
- La favolosa Milva (1999)
- Milva canta le sue più belle canzoni (1999)
- I grandi successi originali (2000)
- Il fascino della voce (2000)
- In Gedanken (2000)
- Die unvergessliche Milva (2000)
- Grosse Gefühle - Con tutti emotioni (2000)
- Milva (2000)
- Meisterstücke (2000)
- Die grossen Erfolge - Nur das Beste (2001)
- Ich hab' keine Angst (2001)
- Ganz viel Liebe (2001)
- Le signore della canzone / Il giornale (2003)
- Mein Weg (Stationen Einer Karriere 1977-98) (2004)
- Best Collection (2006)
- Classics (2006)
- The Best of Milva (2006)
- Le più belle di... Milva (2007)
- Tutto Milva (La Rossa) (2007)
- Flashback (2009)
- Una storia così (2011)
- Le più belle di sempre / L'immensità (2011)
- Glanzlichter (2011)
- Playlist: Milva (2016)
- Milva (2016)

### Álbumes en vivo
- Milva / Villa – Concert in Japan (1968)
- Milva on Stage – Live in Tokyo at Serkey Hall (1970)
- Milva in Seoul (1972)
- Canzoni Tra Le Due Guerre (1978)
- Das Konzert (1982)
- Milva & Ástor Piazzolla – Live at the Bouffes du Nord (1984)
- Das Beste Milva Live (1988)
- Milva Dramatic Recital '92 (Best Live in Japan) (1992)
- Milva Dramatic Recital '92 - Canzoni tra le due guerre (Al Tokyo Metropolitan Art Space) (1992)
- El Tango de Ástor Piazzolla live in Japan (1998)
- Lili Marleen - Best live in Japan (1992)
- Live and More (1988, Milva Collectors' Club, edición limitada)
- Milva & Ástor Piazzolla - Live in Tokyo 1988 (2009)
- Milva canta Brecht (Live) (2010)

## Filmografía
- Canzoni a tempo di twist (1962)
- La bellezza di Ippolita (1962)
- Appuntamento in Riviera (1962)
- D'amore si muore (1972)
- Via degli specchi (1982)
- Mon beau-frère a tué ma soeur (1986)
- Wherever You Are... (1988)
- Prisonnières (1988)
- Amaurose (1991)
- Celluloide (1995)